# Maria Questa
Maria Questa (Roma, 1904 – La Spezia, 1988) è stata una pittrice italiana.
.

## Biografia
Maria Questa nasce a Roma nel 1904. Dopo l’infanzia trascorsa in Cile (precisamente a Valparaiso, dove il padre Severo si trasferisce con la famiglia), rientra con i suoi in Italia nel 1921, stabilendosi prima a Portovenere e poi alla Spezia, rimasta città d’adozione dalla quale si allontanerà soltanto per viaggi di studio e lavoro.    
 Fin da giovanissima frequenta gli studi dei più accreditati pittori spezzini da Aprigliano a Navarrini, da Brandolisio a Felice del Santo (il suo primo maestro) e, incoraggiata da questi studi, si reca successivamente a Firenze per frequentare l’Accademia del Nudo.  La sua carriera inizia ufficialmente nel 1930 con la partecipazione ad una mostra personale e locale che attira su di lei l’attenzione della critica spezzina ma anche nazionale. Nel 1932 partecipa con tre opere ancora rispettose della tradizione figurativo – accademica (Uomo seduto, Vecchia rosa, Officine) alla III Mostra Collettiva organizzata a Genova a Palazzo Rosso dal Sindacato Regionale fascista di Belle Arti.
Nel 1933 è presente alla IV edizione della Mostra organizzata sempre a Genova dal Sindacato Interprovinciale Fascista di Belle Arti dove espone l’opera “In Paese” che, anche se attraverso modalità tradizionali, evidenzia la sua decisa personalità artistica. Dopo numerose mostre locali nel 1939 espone alla III Edizione della Mostra Quadriennale d’Arte Nazionale al Palazzo delle Esposizioni di Roma il dipinto “Meriggio d’estate” che viene poi esposto nel 1943 alla Mostra Sindacale degli Artisti Genovesi a Roma. Fra le sue opere più significative si annoverano i dipinti realizzati subito dopo i bombardamenti aerei del 1943 sulla città, che offrono una sofferta testimonianza dei disastri provocati dalla guerra.
Negli anni Settanta la Galleria Minotauro di Palazzolo sull'Oglio le dedica un’ampia retrospettiva esponendo opere dal 1935 al 1970. Nel 1981, Il Centro Allende ne ordina un’ampia antologica, cercando di rappresentare l’intera carriera dell’artista tramite l’esposizione di opere appartenenti a diverse fasi della sua vita

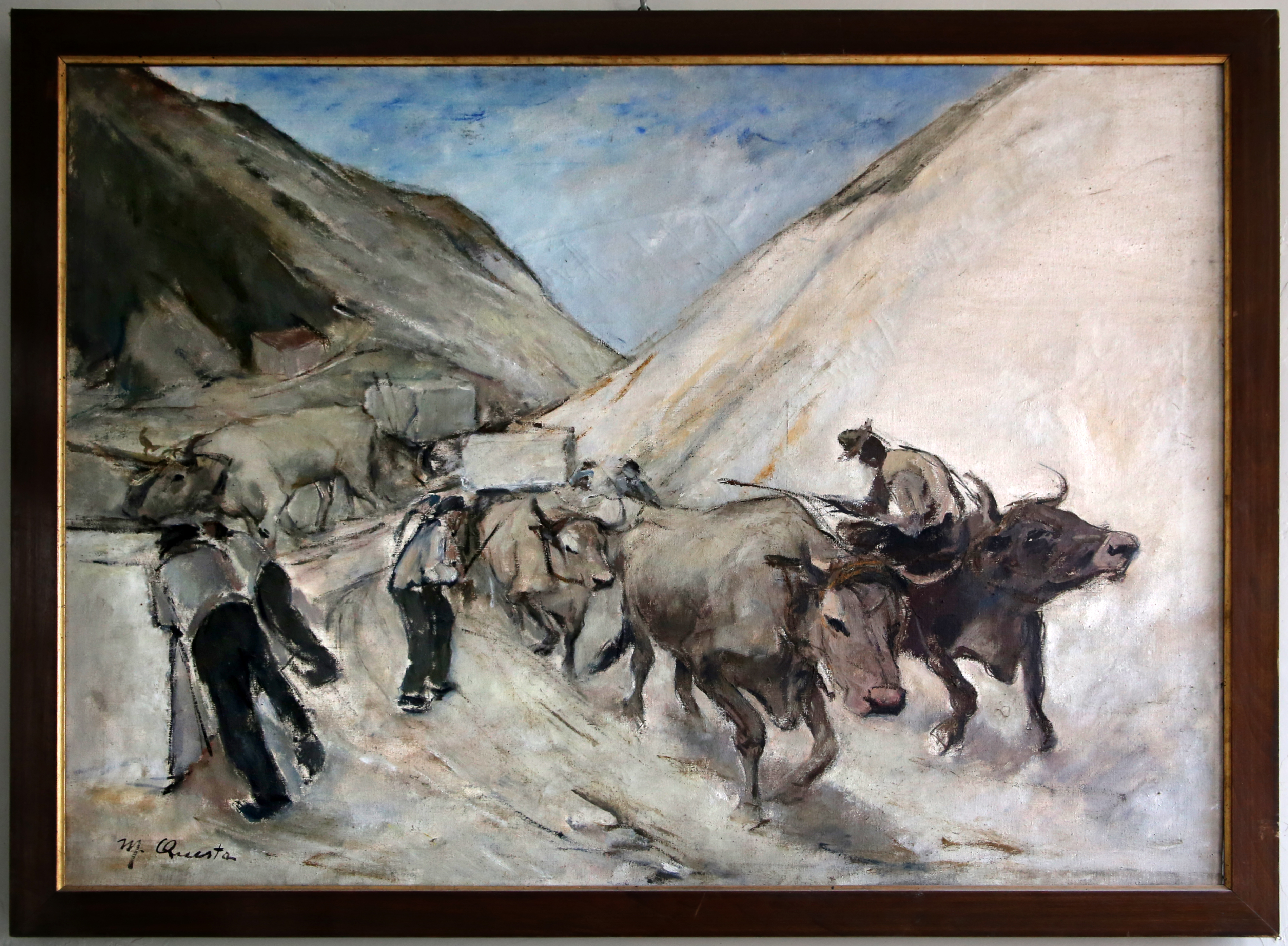
Maria Questa, "La lizzatura". Accademia di Belle Arti di Carrara

Dopo numerose esposizioni anche all’estero, premiazioni e una vasta produzione artistica, muore nel 1988 alla Spezia.

## Stile
Vicina al Futurismo e all’Aerovita spezzina,   Maria Questa è una figura chiave nel panorama artistico locale e, pur rimanendo legata all'arte figurativa, punta anche all’essenza della forma e si mostra attenta a cogliere le novità del panorama artistico a lei contemporaneo . L'artista si dedica generalmente alla pittura di paesaggi (in particolare incentrati sul tema della marina), nature morte, scene di lavoro e di vita quotidiana, autoritratti e ritratti dei suoi familiari.

## Opere

### Paesaggi
- Campanule alla Palmaria, olio su cartone, 34,6x50,2 cm., collezione privata
- Marina, olio su tavola, 39,5x29 cm., collezione privata
- Cave (La lizzatura), Carrara, Accademia di Belle Arti
- Portovenere la chiesa di San Pietro, olio su tavola, 54x69,5 cm., collezione privata
- Olivi alla Foce (1972), olio su cartoncino, 70x97,5 cm., collezione Carispezia Gruppo Cariparma Crédit Agricole

### Disegni della guerra
Tutti proprietà di Carispezia Gruppo Cariparma Crédit Agricole
- Piazza Santarosa, 1943, carboncino su carta 32x44 cm
- Palazzi degli Statali, 1943, matita su carta 35x49 cm
- Palazzo Doria, 1943, matita su carta 32x44 cm
- Palazzi Statali, 1943, matita su carta 33x47 cm
- Case vicino all’ospedale, 1943, matita su carta 34x50 cm
- Palazzo Doria, 1943, carboncino su carta 47x37 cm
- Via Dante, 1943, matita su carta 44x31 cm
- Via del Torretto, 1943, matita su carta 36x47 cm
- Via Galileo, 1943, matita su carta 36x47 cm
- Piazza Beverini, 1943, matita su carta 32x44 cm
- Piazza Cavour, 1943, matita su carta 36x49 cm
- Piazza Cavour, 1943, matita su carta 38x50 cm
- Piazza Cavour, 1943, matita su carta 50x38 cm
- Piazza Cavour, Mercato, 1943, matita su carta 38x29 cm
- Piazza del mercato, 1943, matita su carta 36x50 cm
- Piazza S. Agostino, 1943, matita su carta 47x37 cm
- Piazza S. Maria, 1943, matita su carta 44x32 cm
- Piazza S. Agostino, 1943, matita su carta 31x42 cm
- Via Colombo/Via Francesco Spezzino, 1943, matita su carta 33x50 cm
- Via Rattazzi/Via Colombo, 1943, carboncino su carta 50x34 cm
- C.so Cavour/Via Lamarmora, 1943, matita su carta 30x42 cm
- Il mercato (Piazza Cavour), 1943, matita su carta 30x43 cm
- Il Municipio e la facciata di S. Maria puntellata, 1943, matita su carta 33x49 cm
- Il Poggio, 1943, carboncino su carta 30x43 cm
- Il Poggio, 1943, carboncino su carta 31x44 cm
- La Federazione, 1943, matita su carta 33x49 cm
- Opera Maternità Infanzia, 1943, matita su carta 30x44 cm
- Case vicino all’Ospedale, 1943, matita su carta 38x50 cm; firmato Questa
- Via Biassa, 1943, matita su carta 35x50 cm; firmato Questa
- Via Cadorna, 1943, matita su carta 30x43 cm
- Via Cavour/Via Rattazzi, 1943, matita su carta 32x44 cm
- Via Cavour angolo Vico delle Mura, 1943, matita su carta
- Via Cavour, 1943
- Via Colombo/Via Rattazzi, 1943, matita su carta 33x49 cm

### Scene di vita quotidiana
- L’uomo seduto
- Vecchia Rosa
- Rustico

#### Il lavoro
- Cave. In quest'opera l'artista rappresenta con un segno mosso e vibrante la discesa dei blocchi di marmo dal monte Valle, ambientando la scena in mezzo alle montagne bianche che contrastano con l’azzurro del cielo e lo scuro delle sagome umane. Emerge un tono narrativo che risente di un gusto diffuso e condiviso nell’Accademia di Carrara (in cui ancora oggi è conservata);
- Buoi, la lizzatura (Accademia delle Belle Arti di Carrara). L’opera illustra un particolare momento della lavorazione del marmo sullo sfondo delle Apuane. La scena appena accennata sembra quasi un bozzetto e potrebbe coincidere con l’opera “Il Lavoro” in quanto lo stile, non del tutto risolto, fa ritenere che si possa trattare di un saggio preparatorio.

## Premi
- 1936 Genova e Bologna;
- 1950 Torino;
- 1952 La Spezia
- 1954 La Spezia [6].